# 八達通

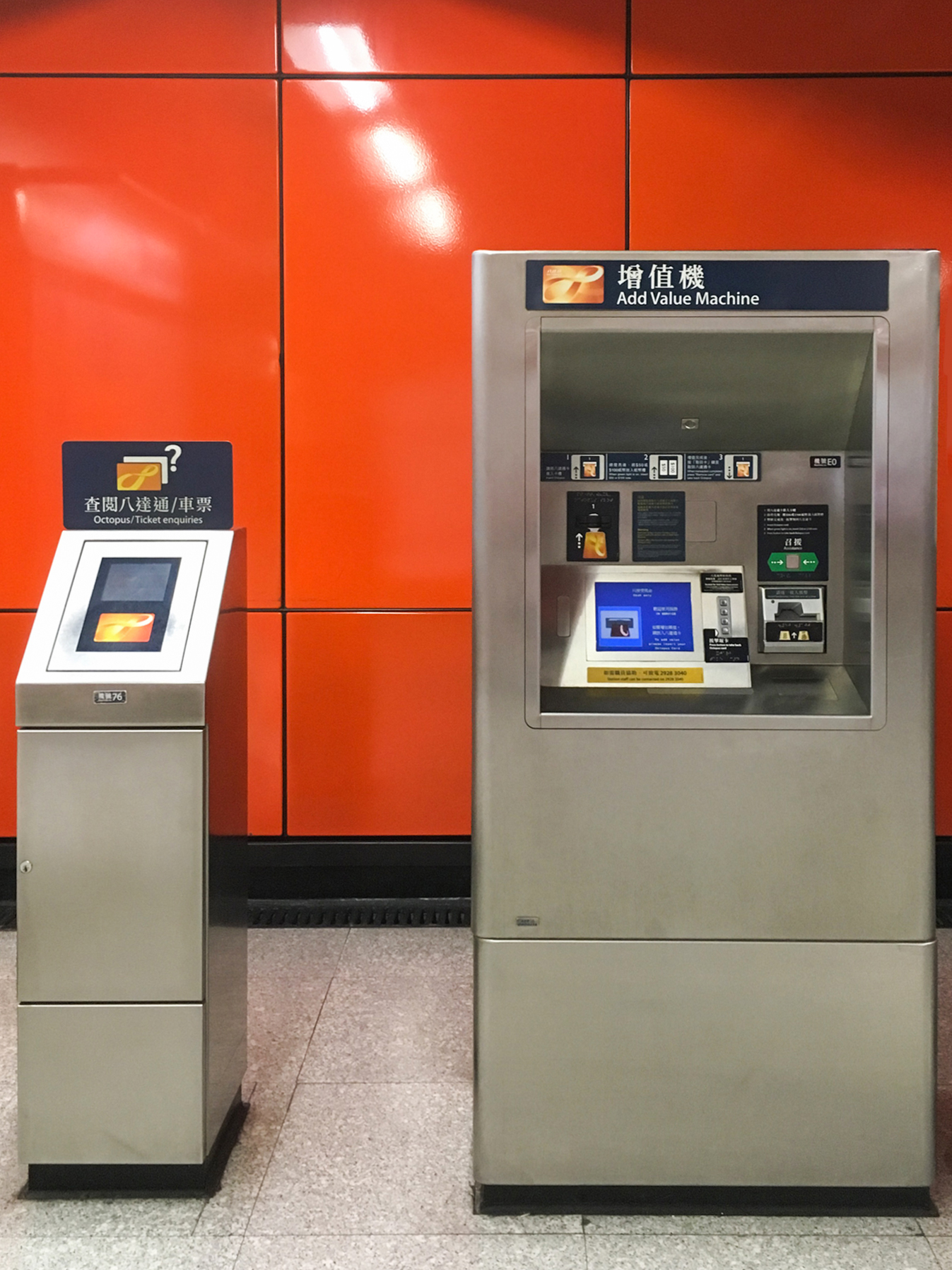
入金機

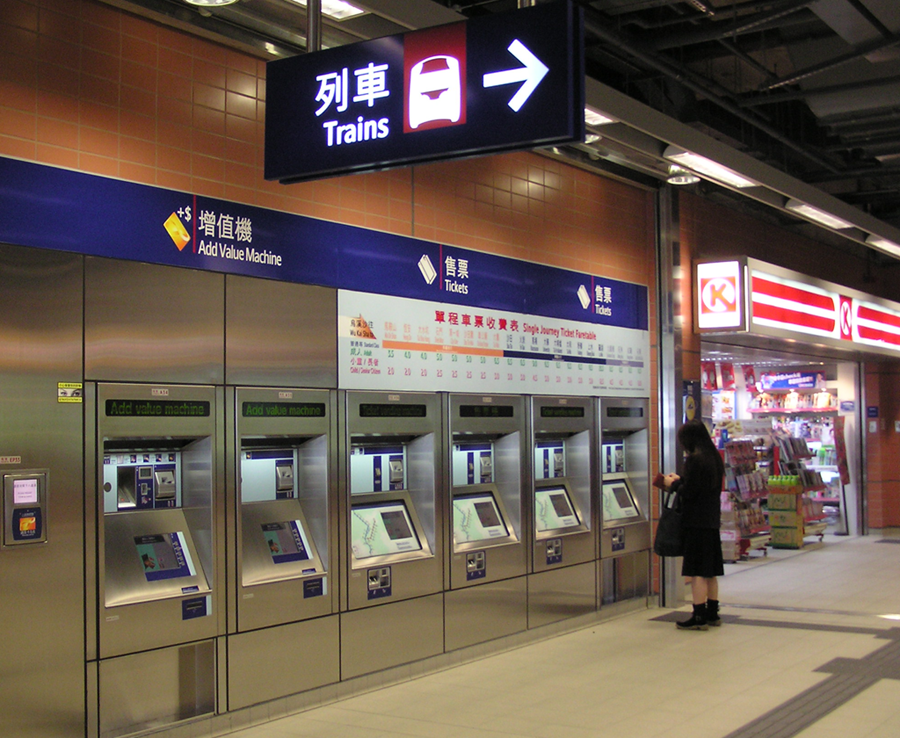
入金機

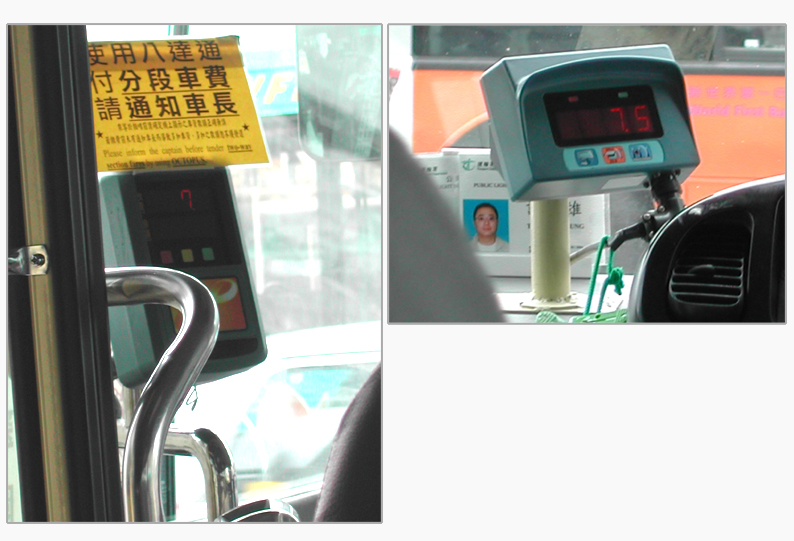
ミニバスのオクトパス読取機

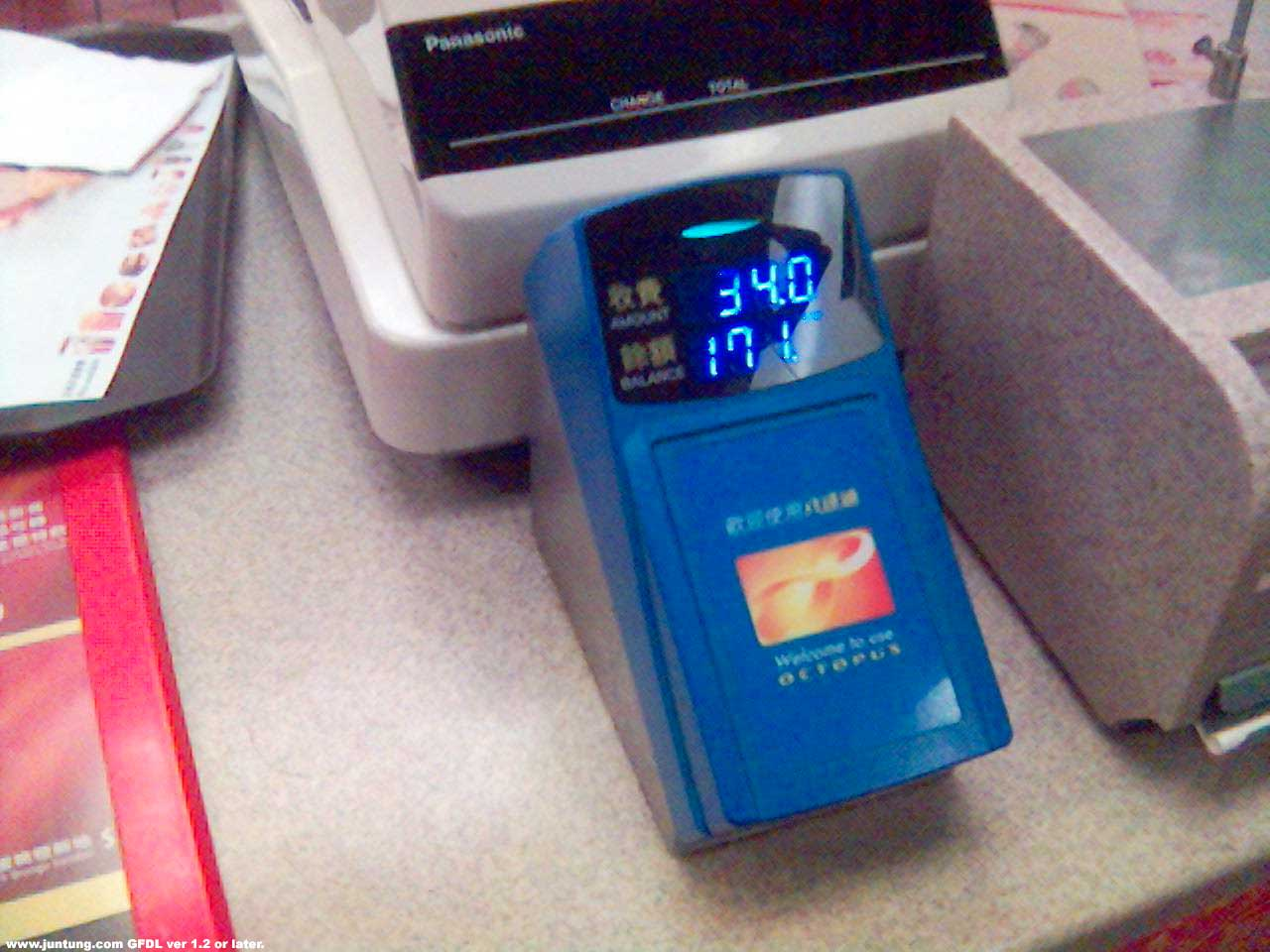
マクドナルドのオクトパス読取機

八達通（オクトパス、はったつつう、バッダットン）とは、香港の公共交通機関の乗車カードなどに使用できる電子決済手段である。英語での名称はタコを意味する Octopus である。以下では便宜的に「オクトパス」の呼称を用いている。
オクトパスは香港返還直後の1997年9月に正式に導入され、非接触型決済システムの先駆けであるソニーが開発した非接触型ICカード規格「FeliCa」（フェリカ）を世界で初めて採用した。

## 主な特色
香港の交通機関の内、特にバス利用時には、香港ドルの小銭を常に持ち歩く必要があったが、オクトパスの導入により利便性が向上された。地下鉄や鉄道ではオクトパスの使用で1割程度通常運賃より割引になる。また乗り継ぎなど、特定の条件を満たすことで運賃が割引になる場合がある。当時の香港では鉄道関係の定期乗車券が存在しない事もあり、急速に普及した。
オクトパスは、MTR、バス（巴士）、緑色ミニバス、一部の赤色ミニバス（小巴）、香港トラム、軽鉄、スターフェリーなどのフェリー路線（渡輪）、ケーブルカー（ピークトラム）など、タクシーを除く多くの主要交通機関で使用できる。また、交通機関の他に電子マネーとしてコンビニエンスストア、コーヒーショップ、レストラン、自動販売機、証明写真撮影機、公衆電話などの様々な施設で利用するこができる。また、深圳市やマカオの一部商店でも使用することができる。為替レートについては、人民元（深圳）は店舗が個別に設定したレート、マカオ・パタカについては等価になっている。
発行は、香港のOctopus Cards Limited（八達通卡有限公司）が請け負う。2018年時点で現在では香港人口の5倍である約3300万枚が発行され、16歳から65歳までの香港人口の100％近くが利用している。しかし、日常生活に浸透しているあまり当局が個人の追跡に利用できることから、2019年-2020年香港民主化デモ参加者など香港政府の統制を嫌う一部の香港市民によって現金での乗車券購入も起きている。

### バスの料金システム
香港のバスやトラムに備えられている運賃箱には、原則として両替や釣銭の機能は付いていない（ただし赤色のミニバスでは、小額紙幣であれば運転手が直接釣銭を手渡してくれる）。
バスにおいては、終着地に近づくにつれて運賃が安くなる「変動制運賃」になっている路線が多く、同じ区間を通るバスでも路線によって運賃が違う場合が多い。
香港では、ダブルデッカーバスに代表される大手バス会社運営の路線に加えて、マイクロバス車両を使用したミニバスといった路線が無数に存在する。ミニバスには区間乗降が自由な緑色のミニバスと、起終点のみ決定され運転者が自由に路線を決定できる赤色のミニバスがある。

## 券種・価格
- 標準的なオクトパスには、大人（150香港ドル）、子供（70香港ドル）、高齢者（70香港ドル）のカードと、パーソナライズド・カード（個人情報が入るカード、100香港ドル）がある。カードはメビウスの帯のデザインとなっており、種類によって色が異なる。有効期間は最終増額から3年間となっている。パーソナライズド・カードには、所有者の名前、また必要ならば証明写真が印刷され、記録されている年齢の情報によって、大人、子供、高齢者の区別がされ、また学生カードにすることもできる。
- パーソナライズド・カードは30日以内に発行される。これらのカードのデポジット（保証額）は50香港ドルで購入額に含まれており、返却時に未使用額と共に返還される。パーソナライズド・カードの場合は、別途20香港ドルの返還されない手数料が購入額に含まれる。いずれのカードも、発行3ヶ月以内の返却は9香港ドルの手数料が必要。販売は地下鉄および鉄道の各駅の有人切符販売所や案内所、フェリー乗り場、市中のコンビニエンスストア等で行っている。また、腕時計やキーホルダーにICチップが内蔵されているものも販売されている。

## 使用方法

自動改札機の通り方 (IC、GIFアニメ動画)

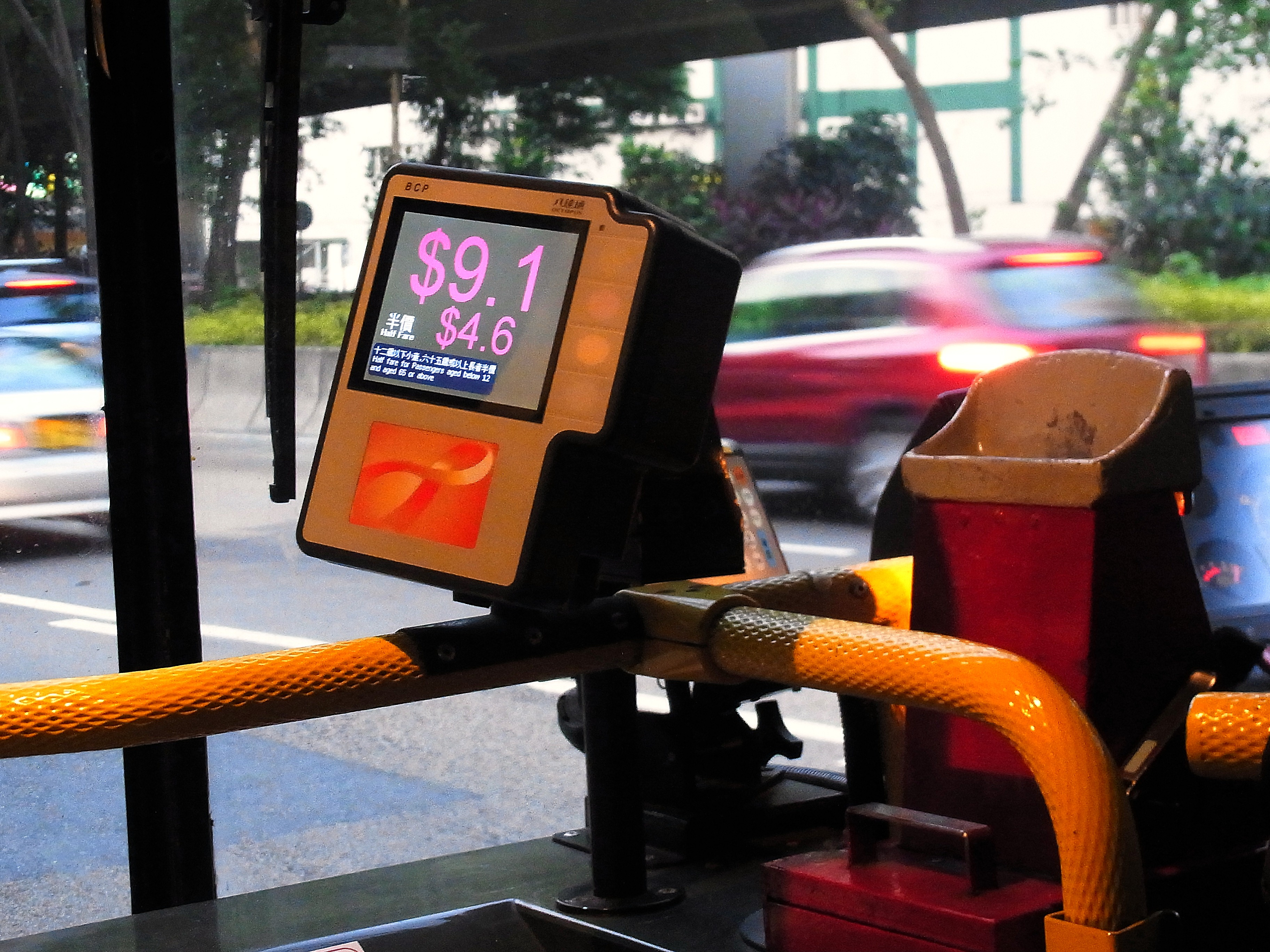
バスのオクトパス読取機

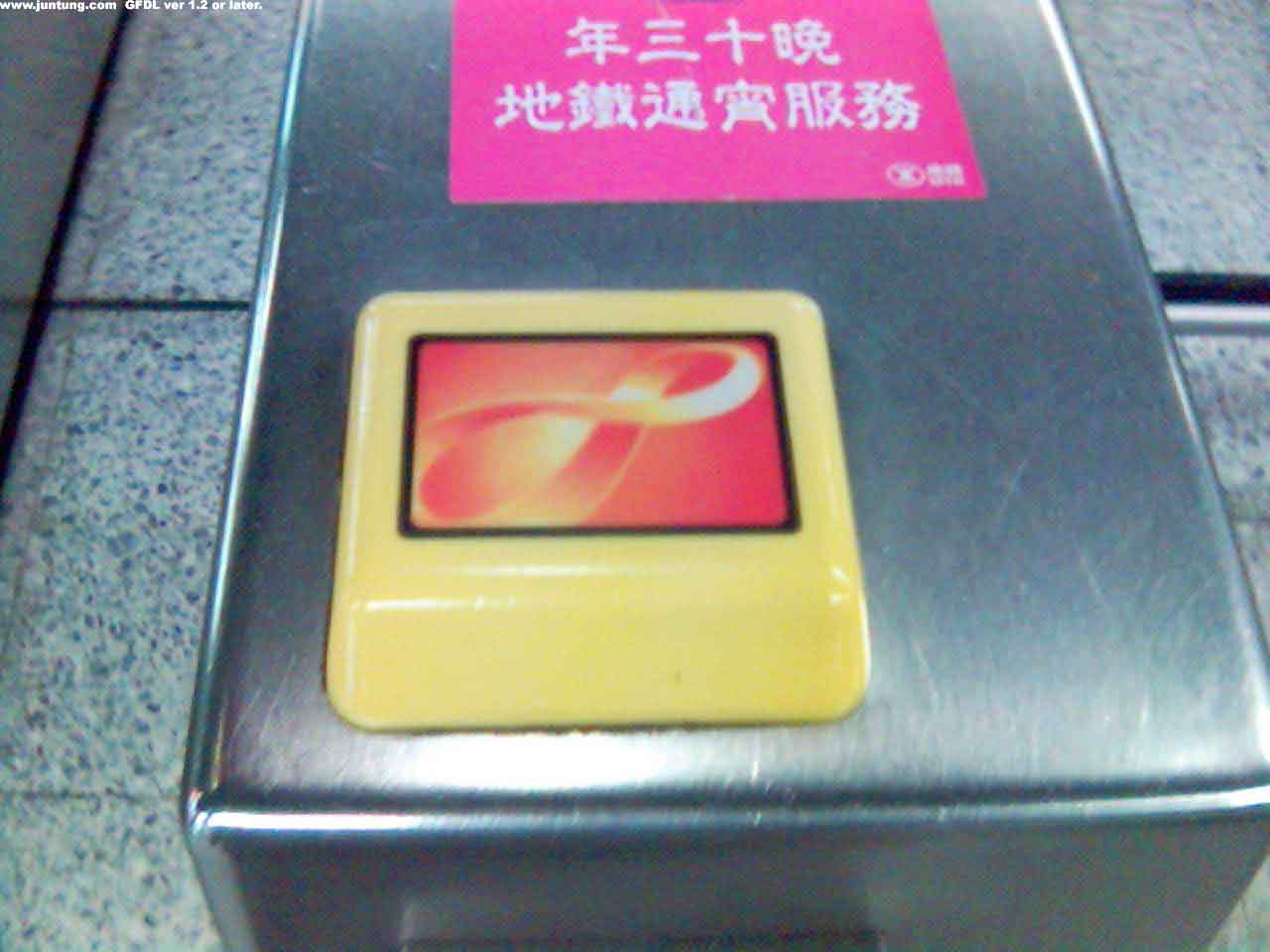
地下鉄の自動改札機

オクトパスにはICチップが搭載されており、鉄道の自動改札機では、設置されたセンサーにかざす事で通過できる。センサーによる読み取りは、革のかばんやハンドバッグなどの厚めの干渉物を通しても可能である。入場（改札）時には入場記録が書き込まれ、出場（集札）時に運賃全額が差し引かれる。
バス利用時は乗車時に、トラム利用時は降車時に、運賃全額が差し引かれる。しかし、一部のバス系統は短距離乗車割引がある。その場合は、降車前にもう一度センサーをかざすと、割引金額がカードに戻す。電子マネーとして使用する時もチャージされた金額から、購入した商品あるいはサービスの金額が差し引かれる。金額が使用中に不足する場合は、デポジットの有無に関わらず、残額がマイナス35香港ドルを下回らない場合であれば差し引くことができる。残額が0またはマイナスとなった場合は、チャージして残額がプラスとなるまで支払いはできなくなる。
チャージを行うには、香港内の地下鉄と鉄道各駅の乗車券売り場に設置されている「増値機 (Add Value Machine)」と書かれたチャージ専用機を利用するか、有人切符売り場、案内所、市中のコンビニエンスストア等で行える。基本的には、50ドル単位しかチャージできないが、学生オクトパスは10ドル単位でチャージできる。いずれかのカードも残高は最大1000ドル。増値機では現金のみ使用でき、額面が50香港ドルと100香港ドルの紙幣のみ投入可能となっている。（かつて1997年の導入時からキャッシュカード（香港のデビットカードのシステム「EPS」）でのチャージは利用されていたが、2007年にキャッシュカードでのチャージを巡って様々な問題が相次ぎ、同年12月21日をもってキャッシュカードでのチャージサービスは終了となった。）また、香港発行のクレジットカードとのリンクを登録することにより、自動でのチャージも可能で、オクトパスの残高がゼロもしくはマイナスになった状態で利用すると250香港ドルが自動的にチャージされる（一部のクレジット会社では500香港ドルも選択可能）。殆どのクレジットカード会社では、自動チャージによるカード利用に対しても通常のショッピング時と同様にクレジットカードポイントの付与が行われている。なお、深圳、マカオでは自動チャージは有効なものの、現金でチャージできる場所は無い。
残高等の確認は、入出場時に改札機の残高表示欄を確認するか、乗車券売り場に設置されている専用の残高確認機で行える。残高確認機では残高の他、利用履歴等が表示される（利用履歴は最新の10〜15件程度で、機器により異なる）。これらは英語または中国語で表示されるが、その選択言語はカードに設定されており、それは一部の窓口で変更可能である。
近年、スマートフォンにおいてNFCに対応する機種が生産されていることに伴い、Octopus Limitedから公式アプリ「OctoCheck」が公開され、一部のスマートフォンからも残高及び直近履歴の参照が可能になった（言語表示はカード設定に依存する）。

## 乗車以外の用途
オクトパスの用途は交通機関以外にも存在する。
- 決済

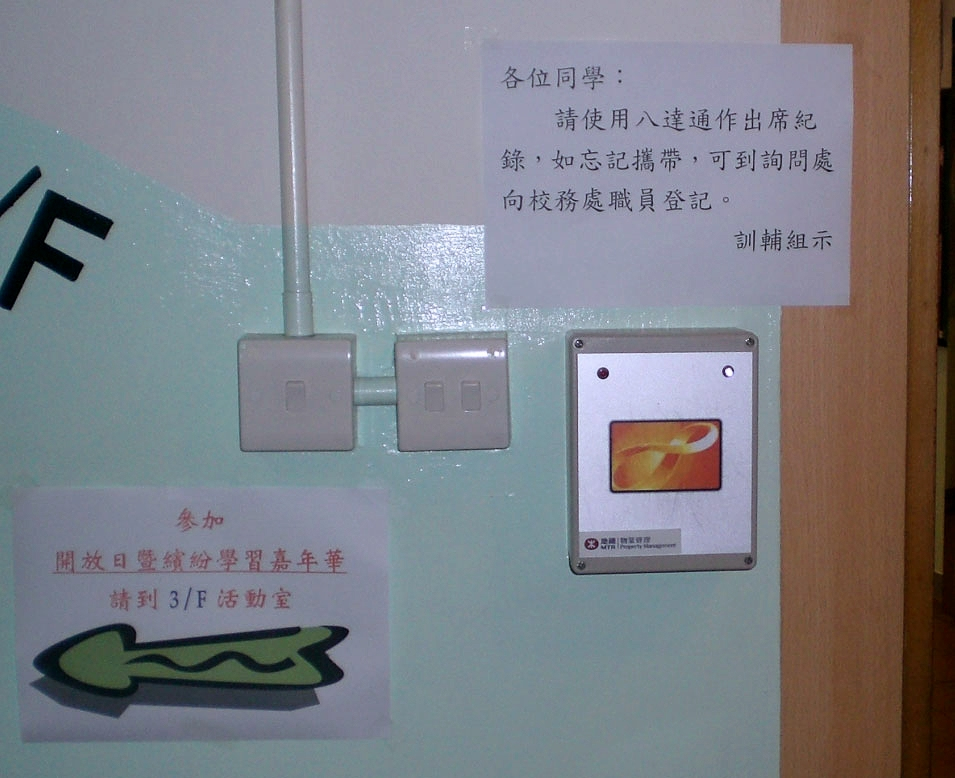
小学校で設置されているオクトパスのセンサーである。オクトパスをセンサーにかざすと、出席の時刻が記録される

  - コンビニ、スーパー、レストラン、小売店、自動販売機などの会計
  - 駐車場やパーキングメーターの支払（香港にある全てのパーキングメーター及び一部の駐車場では、オクトパスでしか支払うことができない）
- 認証
  - オフィスビル、マンションなどのセキュリティー・システムの鍵
  - 小学校、中学校、高校、大学の生徒や学生の出席カード、会社の出社記録

## オクトパスの形式
オクトパスには、標準的なオンローン・オクトパス (On-Loan Octopus) と、ソールド・オクトパス (Sold Octopus) がある。オンローン・オクトパスは所有者に貸与されている形で、返却が可能である。ソールド・オクトパスは返却できないタイプで、デポジット額が無く、また、初期チャージ額が無い場合がある。
2007年6月には、ソールド・オクトパスとして、大きさが4.7cm×3cmで、キーリングと携帯電話用ストラップが付属するミニ・オクトパス（大人、高齢者用、68香港ドル）、およびリストバンド型（子供用、68香港ドル）の発売が発表されている。これら2種には初期チャージ額が無い。
他の形式として携帯電話のカバー型、腕時計型、キーチェーン付き時計型、人形型などのオクトパスが存在する。また、以前は香港で多数流通していたGSM方式携帯電話に装着する為のカバー型オクトパスとして、ノキア社製携帯電話の型名「3310」、「3315」、「3330」、および「7210」用のものが存在する。
2013年には非接触ICカードが国際規格の「NFC」として定義されたことに伴い、「オクトパス・モバイル・ペイメントサービス」として、SIMにオクトパス情報を書き込み、NFC対応スマートフォンをそのままオクトパスとして利用するスキームが登場した。デビュー当初は対応通信キャリアがPCCW（パシフィック・センチュリー）のみ、また対応機種もソニー「Xperia」の一部機種に限られる。

## カードの互換性
現在のところ、香港の八達通は、同じくFeliCa規格を採用している他のカードと相互利用することはできない。八達通と深圳地下鉄の深圳通とは、隣接する都市という事もあり相互利用について検討された結果、1枚のカード内に香港ドルと人民元の2口座を持つカードを新たに作ることで対応している。これについては広州市のメインカードとなる嶺南通も同様の対応をしている。ただし、八達通は深圳、マカオの一部商店で既に香港ドル建てで使用することが出来る。
既にJR東日本は、香港とシンガポールの両都市において、FeliCa規格を採用した非接触型ICカードシステムの相互利用の実験を行っている。
なおオクトパスは、Suica、ICOCA、楽天Edy等、同様にFeliCaの技術を利用しているカードと共に同時にセンサーに読み取らせようとする場合は、エラーが発生する。

## 使用期限
オクトパスは、最後にチャージを行ってから1000日以上経過したものについては、一時的に利用停止となる。利用再開したい場合は、MTR駅構内のカスタマーセンターで申告すれば、直ちに利用再開処理が実施されて利用可能となる。また残額も、そのまま引き継がれる。
なお、セキュリティ技術が向上したオクトパスへの切り替えを図る為、2003年以前に発行された第一世代のオクトパス（カードに記載されている番号の末尾に括弧囲みの数字が含まれていないもの）については、2018年1月20日以降、発行年度の古いものから次第に使用停止となり、新しいオクトパスとの交換が必要となる。2017年10月17日からは、対象となるカードで利用した場合に、読み取り音で交換対象である事を知らせている。
新カードへの交換は、MTR駅構内や九龍バスのカスタマーセンターなどで無料交換手続きが可能で、残額やデポジットは新カードに引き継がれる。